# Коджо Фо-До Лаба
Коджо Фо-До Лаба (фр. Kodjo Fo-Doh Laba, нар. 27 січня 1992, Ломе) — тоголезький футболіст, нападник еміратського клубу «Аль-Айн» та національної збірної Того.

## Клубна кар'єра
Розпочав грати у футбол на батьківщині у клубах «Олімпік Агаза» та «Анжес». На початку 2015 року уклав контракт з габонським клубом «Бітам», у складі якого провів наступні півтора роки своєї кар'єри гравця. Більшість часу, проведеного у складі «Бітама», був основним гравцем команди і одним з головних бомбардирів команди, маючи середню результативність на рівні 0,44 гола за гру першості. У сезоні 2015/16 він був визнаний найкращим іноземцем Габонської ліги.
З вересня 2016 року три сезони захищав кольори марокканського клубу «Ренессанс Беркан». Граючи у складі цієї команди тоголезець також здебільшого виходив на поле в основному складі команди і був серед найкращих голеодорів, відзначаючись забитим голом в середньому щонайменше у кожній третій грі чемпіонату, ставши найкращим бомбардиром чемпіонату Марокко 2018/19 з 19 голами. Також у 2018 році він виграв Кубок Марокко з цим клубом, перемігши «Відад» (Фес) у серії пенальті у фіналі, однак Лаба не зіграв у тій грі через травму.
У червні 2019 року підписав контракт із еміратським клубом «Аль-Айн». У 2022 році виграв з командою чемпіонат ОАЕ та Кубок ліги, а через рік став з командою переможцем Ліги чемпіонів АФК. Також чотири рази ставав найкращим бомбардиром чемпіонату ОАЕ. Станом на 4 травня 2025 року відіграв за еміратську команду 129 матчів в національному чемпіонаті.

## Виступи за збірну
25 березня 2016 року дебютував в офіційних матчах у складі національної збірної Того в матчі відбору на Кубок Африки проти Тунісу (0:1). Загалом у відборі він забив 2 голи у 4 іграх, допомігши команді кваліфікуватись на Кубок африканських націй 2017 року у Габоні. Там Лаба зіграв у всіх трьох іграх і забив гол у грі з ДР Конго (1:3), але тоголезці посіли останнє місце у групі. Надалі грав з командою у кваліфікаціях на Кубка Африки 2019, 2021, 2023 та 2025 років, але кожного разу Того не змогла кваліфікуватись на змагання.
| Дата       | Місто             | Господарі            | Результат | Гості                | Турнір                                   | Голи | Примітки  |
| ---------- | ----------------- | -------------------- | --------- | -------------------- | ---------------------------------------- | ---- | --------- |
| 25-3-2016  | Монастір          | Туніс                | 1 – 0     | Того                 | Відбір до Кубка африканських націй 2017  | -    | 71'       |
| 29-3-2016  | Ломе              | Того                 | 0 – 0     | Туніс                | Відбір до Кубка африканських націй 2017  | -    |           |
| 27-5-2016  | Ломе              | Того                 | 1 – 0     | Замбія               | товариський матч                         | -    | 45'       |
| 5-6-2016   | Монровія          | Ліберія              | 2 – 2     | Того                 | Відбір до Кубка африканських націй 2017  | 1    | 45'       |
| 4-9-2016   | Ломе              | Того                 | 5 – 0     | Джибуті              | Відбір до Кубка африканських націй 2017  | 1    | 75'       |
| 9-10-2016  | Ломе              | Того                 | 2 – 0     | Мозамбік             | товариський матч                         | 2    | 65'       |
| 16-1-2017  | Оєм               | Кот-д'Івуар          | 0 – 0     | Того                 | Кубок африканських націй 2017 - 1-й етап | -    | 82'       |
| 20-1-2017  | Оєм               | Марокко              | 3 – 1     | Того                 | Кубок африканських націй 2017 - 1-й етап | -    | 73'       |
| 24-1-2017  | Лібревіль         | Того                 | 1 – 3     | ДР Конго             | Кубок африканських націй 2017 - 1-й етап | 1    | 67'       |
| 24-3-2017  | Александрія       | Лівія                | 0 – 0     | Того                 | товариський матч                         | -    | 78'       |
| 28-3-2017  | Александрія       | Єгипет               | 3 – 0     | Того                 | товариський матч                         | -    | 73'       |
| 1-6-2017   | Chambly           | Нігерія              | 3 – 0     | Того                 | товариський матч                         | -    | 70'       |
| 4-6-2017   | Марсель           | Того                 | 2 – 0     | Коморські Острови    | товариський матч                         | 1    | 73'       |
| 11-6-2017  | Бліда             | Алжир                | 1 – 0     | Того                 | Відбір до Кубка африканських націй 2019  | -    |           |
| 31-8-2017  | Агадір            | Нігер                | 0 – 2     | Того                 | товариський матч                         | -    |           |
| 4-9-2017   | Ломе              | Того                 | 0 – 1     | Малаві               | товариський матч                         | -    |           |
| 5-10-2017  | Тегеран           | Іран                 | 2 – 0     | Того                 | товариський матч                         | -    |           |
| 12-11-2017 | Ломе              | Того                 | 6 – 0     | Маврикій             | товариський матч                         | 4    |           |
| 21-3-2018  | Chambly           | Того                 | 0 – 0     | Мадагаскар           | товариський матч                         | -    |           |
| 24-3-2018  | Бове              | Того                 | 2 – 2     | Кот-д'Івуар          | товариський матч                         | -    | 67'       |
| 9-9-2018   | Ломе              | Того                 | 0 – 0     | Бенін                | Відбір до Кубка африканських націй 2019  | -    |           |
| 12-10-2018 | Ломе              | Того                 | 1 – 1     | Гамбія               | Відбір до Кубка африканських націй 2019  | -    |           |
| 16-10-2018 | Бакау             | Гамбія               | 0 – 1     | Того                 | Відбір до Кубка африканських націй 2019  | -    | 61'       |
| 18-11-2018 | Ломе              | Того                 | 1 – 4     | Алжир                | Відбір до Кубка африканських націй 2019  | 1    |           |
| 24-3-2019  | Котону            | Бенін                | 2 – 1     | Того                 | Відбір до Кубка африканських націй 2019  | -    | 45'       |
| 6-9-2019   | Мороні (значення) | Коморські Острови    | 1 – 1     | Того                 | Відбір до ЧС 2022                        | 1    | 27' 87'   |
| 10-9-2019  | Ломе              | Того                 | 2 – 0     | Коморські Острови    | Відбір до ЧС 2022                        | -    |           |
| 10-10-2019 | Фос-сюр-Мер       | Кабо-Верде           | 2 – 1     | Того                 | товариський матч                         | -    |           |
| 13-10-2019 | Салон-де-Прованс  | Того                 | 1 – 1     | Екваторіальна Гвінея | товариський матч                         | -    |           |
| 14-11-2019 | Ломе              | Того                 | 0 – 1     | Коморські Острови    | Відбір до Кубка африканських націй 2021  | -    |           |
| 18-11-2019 | Найробі           | Кенія                | 1 – 1     | Того                 | Відбір до Кубка африканських націй 2021  | -    |           |
| 14-11-2020 | Каїр              | Єгипет               | 1 – 0     | Того                 | Відбір до Кубка африканських націй 2021  | -    | 88'       |
| 17-11-2020 | Ломе              | Того                 | 1 – 3     | Єгипет               | Відбір до Кубка африканських націй 2021  | -    |           |
| 5-6-2021   | Анталія           | Гвінея               | 0 – 2     | Того                 | товариський матч                         | 2    |           |
| 8-6-2021   | Бакау             | Гамбія               | 1 – 0     | Того                 | товариський матч                         | -    |           |
| 1-9-2021   | Тієс              | Сенегал              | 2 – 0     | Того                 | Відбір до ЧС 2022                        | -    |           |
| 5-9-2021   | Ломе              | Того                 | 0 – 1     | Намібія              | Відбір до ЧС 2022                        | -    |           |
| 9-10-2021  | Ломе              | Того                 | 1 – 1     | Республіка Конго     | Відбір до ЧС 2022                        | -    | 80'       |
| 24-3-2022  | Анталія           | Того                 | 3 – 0     | Сьєрра-Леоне         | товариський матч                         | 1    | 45'       |
| 29-3-2022  | Анталія           | Того                 | 1 – 1     | Бенін                | товариський матч                         | 1    | 45'       |
| 3-6-2022   | Ломе              | Того                 | 2 – 2     | Есватіні             | Відбір до Кубка африканських націй 2023  | 1    |           |
| 7-6-2022   | Марракеш          | Кабо-Верде           | 2 – 0     | Того                 | Відбір до Кубка африканських націй 2023  | -    |           |
| 24-9-2022  | Ле-Петі-Кевії     | Кот-д'Івуар          | 2 – 1     | Того                 | товариський матч                         | -    | кап.      |
| 27-9-2022  | Касабланка        | Екваторіальна Гвінея | 2 – 2     | Того                 | товариський матч                         | 1    | кап.      |
| 24-3-2023  | Марракеш          | Буркіна-Фасо         | 1 – 0     | Того                 | Відбір до Кубка африканських націй 2023  | -    |           |
| 28-3-2023  | Ломе              | Того                 | 1 – 1     | Буркіна-Фасо         | Відбір до Кубка африканських націй 2023  | 1    |           |
| 16-11-2023 | Бенгазі           | Судан                | 1 – 1     | Того                 | Відбір до ЧС 2026                        | -    | 86'       |
| 21-11-2023 | Ломе              | Того                 | 0 – 0     | Сенегал              | Відбір до ЧС 2026                        | -    | 75'       |
| 5-6-2024   | Ломе              | Того                 | 1 – 1     | Південний Судан      | Відбір до ЧС 2026                        | -    | 57'       |
| 9-6-2024   | Кіншаса           | ДР Конго             | 1 – 0     | Того                 | Відбір до ЧС 2026                        | -    | 46'       |
| 6-9-2024   | Ломе              | Того                 | 1 – 1     | Ліберія              | Відбір до Кубка африканських націй 2025  | -    | 57'       |
| 9-9-2024   | Малабо            | Екваторіальна Гвінея | 2 – 2     | Того                 | Відбір до Кубка африканських націй 2025  | 1    | 73' 90+6' |
| 13-11-2024 | Монровія          | Ліберія              | 1 – 0     | Того                 | Відбір до Кубка африканських націй 2025  | -    | кап.      |
| Усього     |                   | Матчів               | 53        |                      | Голів                                    | 20   |           |

## Титули і досягнення

### Командні
- Володар Кубка Марокко (1):

«Ренессанс Беркан»: 2018
- Чемпіон ОАЕ (1):

«Аль-Айн»: 2021/22
- Переможець Ліги чемпіонів АФК (1):

«Аль-Айн»: 2023/24

### Особисті
- Найкращий бомбардир чемпіонату Марокко:  2018/19 (19 голів, разом із Мухсіном Іажуром)
- Найкращий бомбардир чемпіонату ОАЕ: 2019/20 (19 голів), 2021/22 (26 голів), 2022/23 (28 голів), 2024/25 (18 голів)